# Palais Raffo
Le palais Raffo, connu aussi sous le nom d'hôtel Eymon, est un hôtel particulier situé sur la place de la Victoire (ancienne place de la Bourse) à Tunis (Tunisie).

## Histoire
Le palais est construit par le compte Giuseppe Raffo au XIXe siècle. Il a abrité le consulat de Suède et de Norvège. Il est aussi connu pour avoir hébergé le célèbre occultiste Aleister Crowley.